# Qutb-ud-Din Aibak
Qutb-ud-Din Aibak (* um 1150; † 1210 in Lahore) war der Begründer des Sultanats von Delhi und der sogenannten Sklavendynastie (Urdu غلام خاندان; engl.: Mamluk Dynasty), die dort bis 1290 regierte.

## Leben
Qutb-ud-Din Aibak war ein Sklave aus Turkistan, der als Stallmeister (Amir-i-Akhur) und in anderen Funktionen im Dienste Muhammad von Ghurs in den Jahren nach der Zweiten Schlacht von Tarain (1192) wesentlichen Anteil an der Eroberung Nordindiens durch die Ghuriden hatte und dort von Mohammed von Ghur im Jahr 1206 als Stellvertreter eingesetzt wurde. Mohammed wurde noch im selben Jahr ermordet, woraufhin sich Qutb-ud-Din Aibak und andere Heerführer in den von ihnen eroberten und beherrschten Regionen von den Ghuriden lösten und unabhängig erklärten. Qutb-ud-Din Aibak beanspruchte zwar zunächst nicht den Titel „Sultan“, doch führte sein Weg geradewegs dorthin. In der Folgezeit gelang es ihm und seinen Heerführern die anderen Sultanate (Ghazni, Multan und Bengalen) zu unterwerfen, doch starb er nach nur vier Jahren Herrschaft an den Folgen eines Unfalls beim Polospiel im Jahre 1210. Sein in den 1970er Jahren erneuertes Mausoleum befindet sich in Lahore.

## Nachfolge

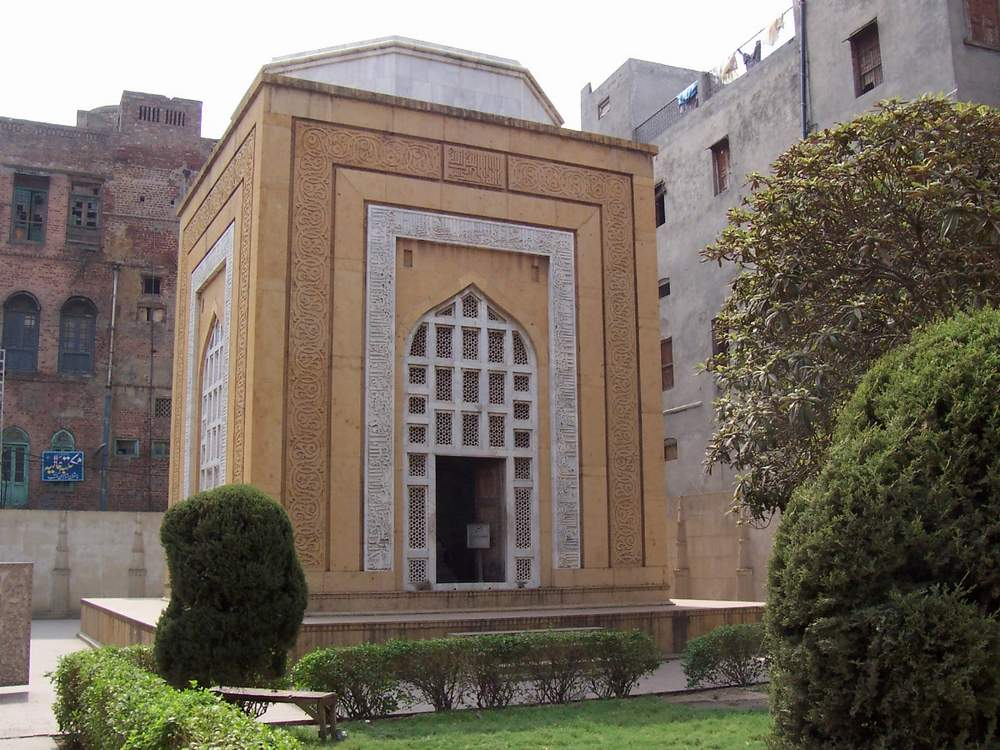
Qutb-ud-Din Aibak-Mausoleum, Lahore

Qutb-ud-Din Aibak hatte wahrscheinlich keinen männlichen Nachfolger; ihm folgte Aram Shah als Sultan von Delhi, der von einigen als Sohn oder Bruder Aibaks angesehen wird, der aber schon ein Jahr später von Iltutmish, Aibaks Schwiegersohn, besiegt und vertrieben wurde.

## Bauten
Zu den von Qutb-ud-Din Aibak bereits in den Jahren um 1193 initiierten Bauten gehören die Adhai-din-ka-Jhonpra-Moschee in Ajmer und die Quwwat-ul-Islam-Moschee in Delhi, die weitgehend aus dem wiederverwendeten Steinmaterial (Spolien) zerstörter Hindu-Tempel errichtet wurden; darüber hinaus wird er mit dem um 1203 anzusetzenden Baubeginn des Qutb Minar in Delhi in Verbindung gebracht, welches sich auf afghanische Traditionen (Minarette von Ghazni und Dscham) beruft, diese aber deutlich in Umfang und Höhe übertrifft.